# Nadia Echazú
Nadia Echazú (Salta, 1966-Buenos Aires,18 de julio de 2004) fue una pionera del activismo trans argentina.

## Trayectoria
En los años noventa junto con las activistas Lohana Berkins, Diana Sacayán y Marlene Wayar (directora de "El Teje", primer periódico travesti de Latinoamérica), luchó contra la creación de guetos para el colectivo travesti/trans en las ciudades de Córdoba y Buenos Aires. Echazú fue militante de la Asociación de Travestis de Argentina (ATA) y fundadora de la Organización de Travestis y Transexuales de Argentina (OTTRA).

## Muerte
La muerte de Echazú, el 18 de julio de 2004, hizo que esta militante pasara inadvertida para las futuras generaciones que llegaron tras ella. En 2008, como homenaje a su figura, el colectivo trans en el que militó puso en marcha una cooperativa de trabajo que lleva su nombre: Cooperativa Textil Nadia Echazú. Esta empresa ha sido reconocida por instituciones y organizaciones nacionales e internacionales y promueve la integración social, una idea ya esbozada por Echazú para sacar a las travestis de la marginalidad y la prostitución a la que se veían abocadas. Está ubicada en una casa amplia de dos plantas en el barrio Crucecita, en Avellaneda, cedida por el Instituto Nacional de Asociativismo y Economía Social. En este centro se imparte formación y se aporta experiencia a otras personas transgénero, con el fin de facilitarles su integración en la economía social.